# Mladá Boleslav
Mladá Boleslav là một thành phố thuộc vùng Trung Bohemia của Cộng hòa Séc. Thành phố có tổng diện tích 29 km2. Theo điều tra năm 2009 là 45.757 người. Thành phố tọa lạc ở tả ngạn của sông Jizera khoảng 50 km về phía đông bắc của Praha.
Được thành lập vào nửa cuối thế kỷ thứ 10 bởi vua Boleslav II như một lâu đài hoàng gia. Bởi vì có đã là một lâu đài được gọi là Boleslav gần Praha, lâu đài mới này được đặt tên là Mladá (trẻ) để phân biệt nó từ Boleslav lâu đời hơn, mà đã trở thành được biết đến trong thế kỷ 15 với tên gọi Stara Boleslav (Boleslav cũ). Thị trấn đã nhận được quyền thành phố một phần trong 1334 và 1436, trở thành một địa điểm quan trọng trên đường từ Praha đến miền Bắc Bohemia, Lusatia, và Brandenburg. Trong thế kỷ 16 thành phố là một trung tâm hàng đầu của Fratrum UNITAS / thống nhất của Brethen / nhà thờ Giáo hội Moravian, nơi có giám mục Brethen, nhà thờ Phục hưng, và nhà in. Sau khi được tái Công giáo hóa trong thế kỷ 17, dân số của thị trấn sụt giảm.
Trong thế kỷ 17 và 18, Mladá Boleslav là một trung tâm quan trọng của người Do Thái. Trong giai đoạn này, khoảng một nửa dân số của thị trấn là người Do Thái. Trong thế kỷ 19 (trên thực tế, thời kỳ suy giảm của cộng đồng người Do Thái), Mladá Boleslav được mệnh danh là "Giê-ru-sa-lem trên Jizera". Năm 1634, Jacob Bashevi von Treuenberg (sinh 1580 tại Verona, Italy), lần đầu tiên làm quý tộc hóa người Do Thái trong các chế độ quân chủ Habsburg, đã được mai táng ở nghĩa trang Do Thái ở Mladá Boleslav.
Trong thế kỷ 19 mới thịnh vượng: thị xã đã trở thành một trung tâm quan trọng trong khu vực như trường học mới, nhà hát, bảo tàng, và các Laurin & Klement (ngày nay Škoda) được thành lập nhà máy ô tô. Sau cuộc cách mạng cộng sản năm 1948, thị trấn phải chịu một suy giảm hàng loạt, tuy nhiên nó đã được cải thiện kể từ những năm 1990 khi nhà máy là làm cho nó một trong những người giàu nhất thị trấn Séc.